# Tat'jana Navka
Tat'jana Aleksandrovna Navka (in russo Татьяна Александровна Навка?; Dnepropetrovsk, 13 aprile 1975) è un'ex danzatrice su ghiaccio russa,  con il partner Roman Kostomarov campionessa olimpica 2006, due volte campionessa del mondo (2004-2005), tre volte campionessa Grand Prix Final (2003-2005) e tre volte campionessa europea (2004-2006). All'inizio della sua carriera, ha gareggiato per l'Unione Sovietica e la Bielorussia.

## Biografia
Tatiana Navka è nata il 13 aprile 1975 a Dnipropetrovsk, RSS Ucraina, Unione Sovietica. È la figlia di Raisa, una economista, e Aleksandr, un ingegnere, e ha una sorella minore, Natalia. Nel 1988 si trasferì nell'oblast' di Mosca, nella RSFS russa.

## Carriera
Tatiana Navka si interessò al pattinaggio all'età di cinque anni dopo averlo visto in televisione. Tamara Yarchevskaya e Alexander Rozhin l'hanno allenata durante i suoi primi anni come pattinatrice single. Nel 1987, a seguito di uno scatto di crescita di 14 cm che ostacolava i suoi salti, i genitori le consigliarono di provare la danza sul ghiaccio.

### Partnership con Gezalian
Nel 1988, su invito dell'allenatore russo Natalia Dubova, Navka si è trasferita a Mosca e ha iniziato ad allenarsi presso il club sportivo Moskvich, in coppia con Samvel Gezalian. I due hanno rappresentato l'Unione Sovietica all'inizio della loro carriera, vincendo l'oro allo Skate America del 1991 e alla Nations Cup del 1991. Dopo lo scioglimento dell'Urss, la coppia Navka/Gezalian ha scelto di pattinare per la Bielorussia. Si sono piazzati noni al loro debutto ai Campionati Europei e Mondiali, nel 1993.
Nella stagione 1993-1994, Navka / Gezalian vinsero l'argento allo Skate Canada International del 1993 e si piazzarono quarti all'NHK Trophy del 1993. Hanno gareggiato alle Olimpiadi invernali del 1994 a Lillehammer, piazzandosi 11º, prima di ottenere il loro miglior risultato mondiale in carriera, quinto ai Campionati del mondo del 1994 a Chiba, in Giappone. Nel 1994-95, Navka / Gezalian hanno vinto l'argento all'NHK Trophy 1994 e hanno ottenuto il loro miglior risultato europeo, quarto, ai Campionati Europei 1995 a Dortmund. La loro collaborazione si è conclusa dopo i Campionati del Mondo del 1995, dove si sono piazzati settimi.

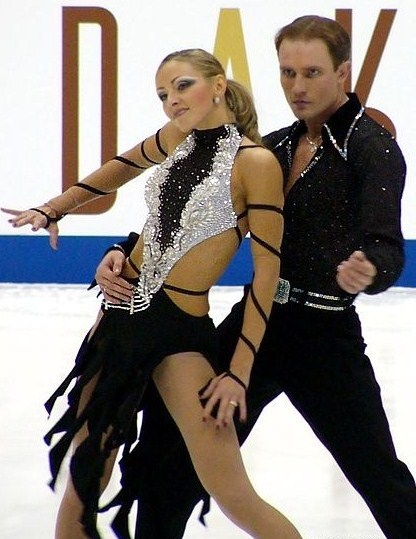
Navka e Kostomarov al Trofeo NHK 2004

### Partnership con Morozov
Navka ha collaborato con Nikolai Morozov nel 1996, continuando a rappresentare la Bielorussia. Al loro primo allenamento ai Campionati del mondo del 1997, Morozov ha subito uno strappo al menisco al ginocchio, ma sono arrivati 14° e poi è stato operato. Si sono guadagnati un posto olimpico vincendo l'oro al Karl Schäfer Memorial del 1997. A 90 secondi dall'inizio della loro danza libera alle Olimpiadi invernali del 1998, quasi tre quarti dei riflettori si spensero ma Navka/Morozov non interruppero la loro esibizione. Sono arrivati 16° alle Olimpiadi di Nagano, in Giappone, e 10° ai Campionati del mondo 1998 a Minneapolis. Sono stati allenati da Alexander Zhulin e Bob Young presso l'International Skating Center di Simsbury, nel Connecticut. La partnership si è conclusa dopo i Mondiali del 1998.

### Partnership con Kostomarov
Navka ha poi collaborato con Roman Kostomarov e ha iniziato a gareggiare per la Russia durante la stagione 1998-99. Sono stati allenati da Natalia Linichuk. Hanno vinto la medaglia di bronzo ai campionati russi e sono stati inviati ai campionati del mondo nella loro prima stagione insieme, piazzandosi al 12º posto. Linichuk ha quindi sciolto la squadra e ha accoppiato Kostomarov con Anna Semenovich.  Navka rimase incinta di sua figlia e si prese un anno di pausa dalle competizioni.
A metà del 2000, Kostomarov ha chiamato Navka e ha chiesto di pattinare di nuovo con lei. Sono stati allenati da Alexander Zhulin a Hackensack e Montclair, nel New Jersey. Navka/Kostomarov hanno vinto il titolo mondiale nel 2004 e di nuovo nel 2005. Hanno anche vinto tre titoli europei dal 2004 al 2006. Hanno poi vinto l'oro alle Olimpiadi invernali del 2006 a Torino, in Italia. All'età di 30 anni e 313 giorni, è diventata una delle più anziane campionesse olimpiche di pattinaggio artistico femminile.
Navka/Kostomarov si sono ritirati dalle competizioni dopo le Olimpiadi, ma hanno continuato a pattinare insieme negli spettacoli.

### Dopo la carriera sportiva

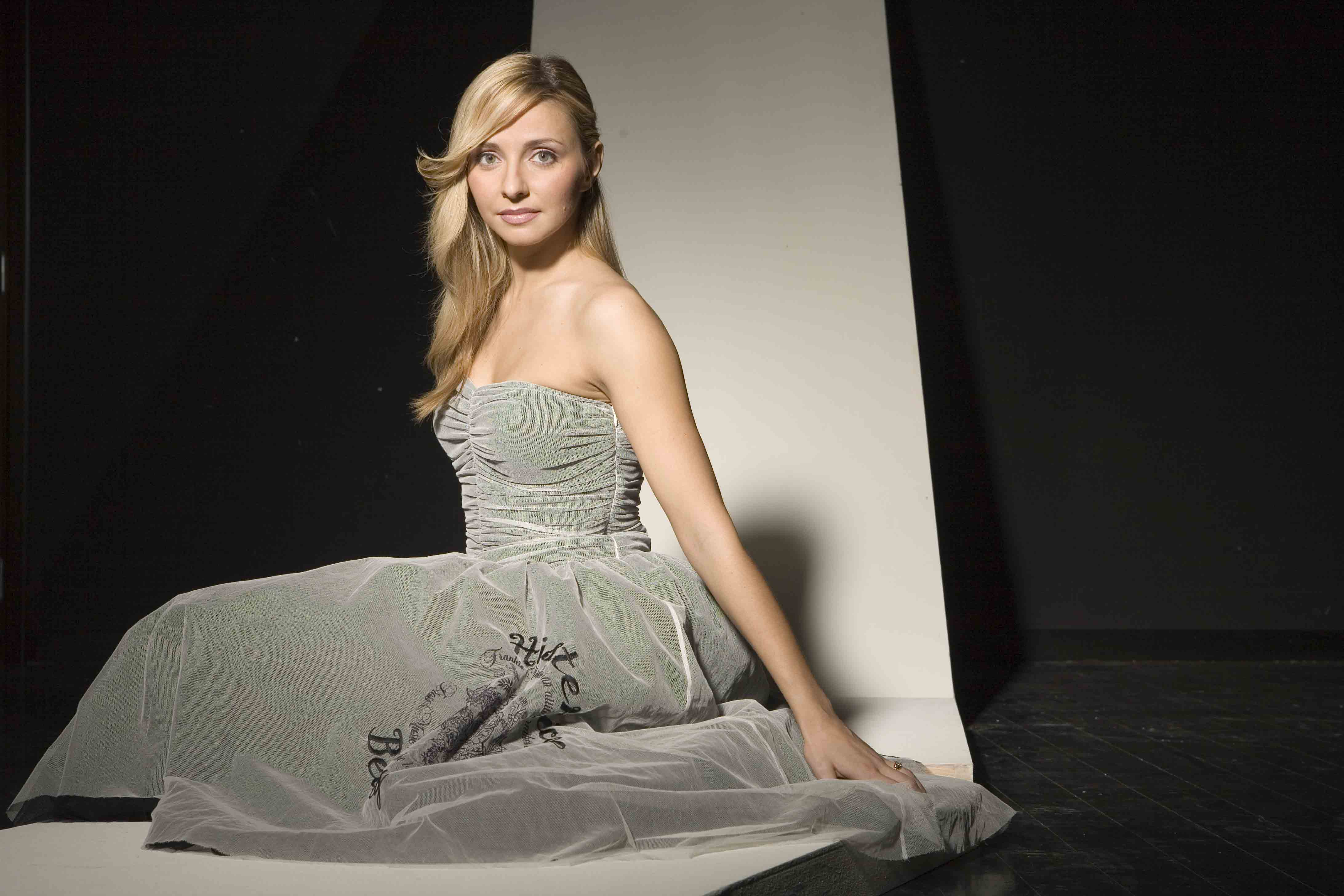
Tat'jana Navka

Dopo aver vinto le Olimpiadi di Torino, Navka, insieme ad altri illustri atleti, è stata invitata al Cremlino per una cerimonia di premiazione del governo e un incontro con il presidente Vladimir Putin. In una riunione al Cremlino, Tatiana ha detto al capo dello stato che non aveva un posto dove vivere a Mosca. Ben presto i campioni olimpici Navka e Kostomarov ricevettero un alloggio nella capitale. Per i servizi sportivi resi alla Patria, la pattinatrice ha ricevuto dall'Amministrazione russa un appartamento di 5 stanze di 180 m² nel complesso residenziale Copernicus a Yakimanka.
Da settembre 2006, su iniziativa di Ilya Averbukh iniziarono su Channel One a tenersi spettacoli televisivi annuali sul ghiaccio con la partecipazione di famosi pattinatori professionisti e artisti e musicisti famosi. A questo proposito, nell'agosto 2006, Navka e Zhulin, che hanno ricevuto la cittadinanza statunitense, sono tornati dagli Stati Uniti in Russia, dove sono diventati i personaggi principali di un progetto televisivo di grande successo.
Dal 2006 al 2016 Navka ha partecipato ogni anno (eccetto il 2011) a spettacoli sul ghiaccio.

## Vita privata
Navka è diventata cittadina della Bielorussia nel 1994 e della Russia non più tardi del 2002. In precedenza risiedeva nel New Jersey.
Nel 2000, Navka ha sposato il ballerino di ghiaccio russo Alexander Zhulin. La loro figlia, Sasha, è nata nel maggio 2000 negli Stati Uniti. La coppia ha chiesto il divorzio nell'estate del 2009 e ha divorziato ufficialmente nel luglio 2010.
Navka si è successivamente legata al diplomatico russo Dmitry Peskov, portavoce di Vladimir Putin, hanno una figlia, Nadezhda (Nadia), nata nell'agosto 2014 in Russia. Si sono sposati con rito civile in un ufficio del registro nel giugno 2015 prima di una cerimonia più grande il 1º agosto 2015.

## Palmarès

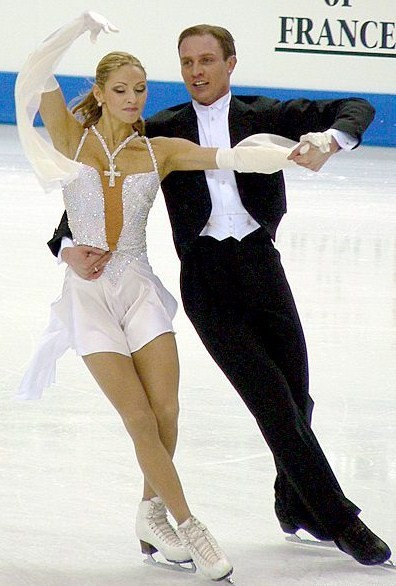
Navka e Kostomaroc nel 2005

GP: Grand Prix

### Con Kostomarov per la Russia
| Internazionali            | Internazionali | Internazionali | Internazionali | Internazionali | Internazionali | Internazionali | Internazionali |
| Evento                    | 98–99          | 00–01          | 01–02          | 02–03          | 03–04          | 04–05          | 05–06          |
| ------------------------- | -------------- | -------------- | -------------- | -------------- | -------------- | -------------- | -------------- |
| Giochi olimpici invernali |                |                | 10°            |                |                |                | 1°             |
| Campionati mondiali       | 12°            | 12°            | 8°             | 4°             | 1°             | 1°             |                |
| Campionati europei        | 11°            | 9°             | 7°             | 3°             | 1°             | 1°             | 1°             |
| GP Finale                 |                |                |                | 2°             | 1°             | 1°             | 1°             |
| GP Trophée Eric Bompard   |                |                |                |                |                | 1°             |                |
| GP Cup of China           |                |                |                |                | 1°             |                | 1°             |
| GP Cup of Russia          | 3°             | 4°             | 4°             | 2°             | 1°             | 1°             | 1°             |
| GP NHK Trophy             | 5°             | 6°             |                |                |                | 2°             |                |
| GP Skate America          |                |                | 4°             | 2°             |                |                |                |
| GP Skate Canada           |                |                |                |                | 1°             |                |                |
| Goodwill Games            |                |                | 3°             |                |                |                |                |
| Nazionali                 |                |                |                |                |                |                |                |
| Campionati russi          | 3°             | 2°             | 2°             | 1°             | 1°             |                | 1°             |

### Conh Morozov per la Bielorussia
| Internazionali            | Internazionali | Internazionali |
| Evento                    | 1996–97        | 1997–98        |
| ------------------------- | -------------- | -------------- |
| Giochi olimpici invernali |                | 16°            |
| Campionati mondiali       | 14°            | 10°            |
| Campionati europei        | 12°            | 10°            |
| GP Cup of Russia          | 6°             | 3°             |
| GP Nations Cup            |                | 4°             |
| Schäfer Memorial          |                | 1°             |
| Nazionali                 |                |                |
| Campionati Bbelorussi     | 1°             | 1°             |

### Con Gezalian per l'Unione Sovietica e la bielorussia
| Internazionali            | Internazionali | Internazionali | Internazionali | Internazionali |
| Evento                    | 1991–92        | 1992–93        | 1993–94        | 1994–95        |
| ------------------------- | -------------- | -------------- | -------------- | -------------- |
| Giochi olimpici invernali |                |                | 11°            |                |
| Campionati mondiali       |                | 9°             | 5°             | 7°             |
| Campionati europei        |                | 9°             | 10°            | 4°             |
| Nations Cup               | 1°             |                |                |                |
| NHK Trophy                |                | 7°             | 4°             | 2°             |
| Skate America             | 1°             |                |                |                |
| Skate Canada              |                |                | 2°             |                |
| Nazionali                 |                |                |                |                |
| Campionati sovietici      |                |                | 1°             |                |